# Bonsgnée
Bonsgnée  est un hameau de la commune belge de Neupré dans la province de Liège. Avant la fusion des communes de 1977, Bonsgnée faisait partie de la commune de Rotheux-Rimière.

## Situation
Bonsgnée est un hameau du Condroz liégeois situé sur le versant occidental du ruisseau de Plainevaux, affluent de la Magrée à Houte-Si-Plou. Le hameau s'étend principalement le long de la côte empruntée par la route nationale 639 qui rejoint Neuville-en-Condroz et Engis.

## Description
Ce hameau de caractère est composé d'un ensemble homogène de fermes, fermettes et maisons du XVIIIe siècle et du XIXe siècle construites le plus souvent en moellons de grès, parfois en pierre calcaire. Quelques exploitations agricoles sont toujours en activité.